# Khaira Arby
Khaira Arby (Timbuktu, 1959. szeptember 21. – Bamako, 2018. augusztus 19.) mali énekesnő.

## Pályakép
Tuareg apától és songhai anyától származott. Fiatalon kezdett el énekelni esküvőkön és a hagyományos fesztiválokon. Tizenegy évesen már Timbuktuban együttesekben énekelt. A szülei akarata ellenére csatlakozott egy másik csoporthoz egy 400 km-re keletre fekvő városban. Később a Badema National együttesbe került.
Elvált a férjétől majd újra megházasodott.
2010 táján világszerte népszerűvé vált. Játszott az Egyesült Államokban, a fellépett Kanadában, a Montreali Nemzetközi Jazz Fesztiválon is 2011-ben.
Elzarándokolt Mekkába is. Munka közben (zeneszerkesztés) 58 évesen hunyt el Luxemburgban.

## Lemezek
- Tiny Desk Concert (National Public Radio): 2010
- The Sway Machinery (LP): 2011
- Timbuktu Tarab (CD, Album): 2013
- Gossip (CD, Album): 2015